# Sallea necrobioides
Sallea necrobioides là một loài bọ cánh cứng trong họ Cleridae. Loài này được Chevrolat miêu tả khoa học năm 1874.